# Panabari Huta Tonga
Panabari Huta Tonga is een bestuurslaag in het regentschap Tapanuli Selatan van de provincie Noord-Sumatra, Indonesië. Panabari Huta Tonga telt 1885 inwoners (volkstelling 2010).